# Amt Langenhorn
Das Amt Langenhorn war ein Amt im Kreis Husum in Schleswig-Holstein. Zu ihm gehörten die drei Gemeinden Bargum, Langenhorn und Ockholm.

## Geschichte
1889 wurde im Kreis Husum der Amtsbezirk Langenhorn aus den drei oben genannten Gemeinden gebildet. 
1934 wurden die Kirchspielslandgemeinden aufgelöst. Die vier Dorfschaften der Kirchspielslandgemeinde Langenhorn Loheide, Mönkebüll, Oster-Langenhorn und Wester-Langenhorn bildeten eigenständige Landgemeinden, die aber noch im selben Jahr wieder zur Landgemeinde Langenhorn zusammengefasst wurden. Die Kirchspielslandgemeinde Bargum wurde mit dem Bargumer Koog zur Landgemeinde Bargum zusammengelegt. 1948 wurde der Amtsbezirk aufgelöst und die drei Gemeinden bildeten fortan das Amt Langenhorn. 
Mit Bildung des Kreises Nordfriesland sollte das Amt 1970 aufgelöst und die Gemeinden zusammen mit den Gemeinden Bordelum und Reußenköge das Amt Stollberg bilden. Dagegen klagten sowohl die Gemeinden des Amtes Langenhorn wie auch die Gemeinde Reußenköge. Das Amt Langenhorn wurde schließlich zum 1. Januar 1972 aufgelöst und das Amt Stollberg ohne Reußenköge, das amtsfrei blieb, gebildet.